# Những dòng nước mùa xuân (phim 1989)
Những dòng nước mùa xuân (tiếng Anh: Torrents of spring) là một bộ phim ra mắt năm 1989 dựa theo truyện ngắn cùng tên, đạo diễn bởi Jerzy Skolimowski và thủ vai bởi Timothy Hutton và Nastassja Kinski. Bộ phim được đề cử giải Cành Cọ Vàng, Liên hoan phim Cannes 1989.

## Doanh thu
Bộ phim đạt doanh thu $111,747 khi phát hành ở Mỹ.

## Diễn viên
- Timothy Hutton - Dimitri Sanin
- Nastassja Kinski - Maria Nikolaevna Polozov
- Valeria Golino - Gemma Rosselli
- William Forsythe - Công chúa Ippolito Polozov
- Urbano Barberini - Baron Von Doenhof
- Francesca De Sapio - Bà Rosselli
- Jacques Herlin - Pantaleone
- Antonio Cantafora - Richter
- Krzysztof Janczar - Klueber (Christopher Janczar)
- Christian Dottorini - Emilio
- Alexia Korda - Bà Stoltz
- Marinella Anaclerio - Luisa
- Pietro Bontempo - Người đàn ông với tấm kính
- Thierry Langerak - La luna
- Xavier Maly - Pulcinella